# Deputant
Der Deputant war Anfang des 19. Jahrhunderts ein Landarbeiter, welcher zur Arbeit das ganze Jahr verpflichtet wurde und in Guts-Wohnungen umsonst oder gegen niedrige Miete wohnte. Neben einem niedrigen Barlohn, der entweder als Tagelohn nach der Zahl der Arbeitstage oder wie die Gesindelöhnung als fester Jahreslohn gezahlt wurde, erhielt er ein sogenanntes Deputat, das heißt statt der dem ledigen Gesinde zubereitet gereichten Beköstigung, bekam er die entsprechenden Naturalien geliefert. Diese Naturalien waren dem Betrag nach zur Deckung des Bedarfs an Nahrungsmitteln für den Arbeiter selbst und seine Familie berechnet, die in der Position einer zweiten Arbeitskraft regelmäßig mitzuarbeiten hatten.

## Quelle
Max Weber: Entwickelungstendenzen in der Lage der ostelbischen Landarbeiter. In: Marianne Weber (Hrsg.): Gesammelte Aufsätze zur Sozial- und Wirtschaftsgeschichte. Tübingen 1988 (auf www.zeno.org)